# Zapornice Fonserannes
Zapornice Fonserannes (francosko: écluses de Fonserannes, les neuf écluses) so stopničaste zapornice na prekopu Canal du Midi v bližini Béziersa v Franciji. Stopnišče z zapornicami je zgodovinski spomenik Francije in ena najbolj obiskanih znamenitosti v mestu.
Zgradba je bila zgrajena v 17. stoletju in je začela delovati skupaj s Canal du Midi, Sestavljena je iz osmih komor ovalnih oblik, značilnih za prekop Canal du Midi in devetih vrat, ki omogočajo dvig čolnov za 21,5 metrov na razdalji 300 metrov. Stopnišče je bilo prvotno zgrajeno kot osem stopenjsko, ki je skupaj z deveto zapornico (écluse de Notre-Dame, 710 metrov proti severovzhodu) omogočila čolnom, da so prečkali reko Orb na nivoju in 700 m dolvodno ponovno vstopili v prekop. Ime devet zapornic izvira iz tega časa.
Ker je bil vodni tok Orb zelo nevaren, je bil leta 1858 čez reko zgrajen akvadukt oziroma mostni kanal, ki je nadomestil prehod reke Orb. Nivo novega akvadukta je nekoliko višji od zgornje vode prejšnje zaporne komore 7, ki je bila zato povečana, razširjena proti vzhodu in povezana z mostom.
Čolni zdaj vstopijo in zapustijo spodnji konec stopnišča skozi stransko komoro sedem, ki je stalno na zgornjem nivoju vode. Stopnišče je torej sestavljeno iz šestih zapornic. Spodnja vrata sedme komore so zdaj trajno zaprta; osma komora in deveta zapornica, na poti pred letom 1858, ki se spušča do reke Orb, sta opuščeni.
Da pa bi omogočili promet do starega kanalskega pristanišča Béziers in po potrebi prek Écluse de Notre Dame do reke Orb, so povečali tudi spodnje / zgornje zapornice 7/8 in vključili povezavo mostnega kanala komore 7 opremljene z zapornicami.
Nova pot je začela delovati leta 1858 in v takšni obliki predstavlja trenutno konstrukcijo stopnišča. Šest danes uporabljenih komor dviga in spusti ladje na višino 13,6 metra. Komora 7 ima običajno konstantno gladino vode, vedno je napolnjena in s tem del mostnega kanala.
Leta 1983 so ob zapornicah zgradili nagnjeno drsino Fonserannes, da bi tovorni promet in prevelika plovila lahko obšla zapornice. To je nagnjeno korito, v katerem se ladja prevaža s tokom vode. Projekt je na žalost naletel na tehnične težave, po več letih poskusov reševanja pa je bila leta 2001 ta drsina opuščena .
Tradicionalne zgradbe, kot so hlevi in nadzorna hiša zapornic, še vedno ostajajo. To mesto je postalo tretja najbolj priljubljena turistična točka v Languedoc-Roussillon, za Pont du Gard in mestecu Carcassonne.
Čeprav ima Pierre-Paul Riquet upravičeno veliko zaslug in priznanj za nastanek Canal du Midi, lahko pozabimo, da so številne posamezne dele kanala zgradili podizvajalci. Izvajalca teh zapornic sta bila dva nepismena brata, Michel in Pierre Medailhes, s številnimi delavkami. 